# CF Brăila în sezonul 2002-2003
Sezonul 2002-2003  reprezintă al doilea sezon în Liga a II-a pentru Dacia Unirea Brăila după 2 ani petrecuți în Liga a III-a.

## Echipă
| Nr. |         | Poziție | Jucător           |
| --- | ------- | ------- | ----------------- |
| -   | România | P       | Costel Dumitru    |
| -   | România | P       | Marius Mindileac  |
| -   | România | F       | Cristian Petcu    |
| -   | România | F       | Gabriel Baciu     |
| -   | România | F       | Emil Spirea       |
| -   | România | F       | Cătălin Damaschin |
| -   | România | F       | Fane Ștefănescu   |
| -   | România | F       | Ginel Rădulescu   |
| -   | România | F       | Mădălin Popa      |
| -   | România | F       | Adrian Stanciu    |
| -   | România | F       | Marian Samoilă    |
| -   | România | F       | Marius Humelnicu  |
| -   | România | M       | Dorin Zainea      |
| -   | Scoția  | M       | Austin MacPhee    |
| -   | România | M       | Marius Teacă      |
| -   | România | M       | Sandu Culeafă     |
| -   | România | M       | Claudiu Stan      |
| -   | România | M       | Ionel Bulgaru     |
| -   | România | M       | Ionel Vioreanu    |
| -   | România | M       | Bănel Nicoliță    |
| -   | România | M       | Cristian Dicu     |
| -   | România | M       | Adrian Fătăligă   |
| -   | România | M       | Dănuț Moisescu    |
| -   | România | M       | Ionel Bratoșin    |
| -   | România | M       | Cosmin Onofrei    |
| -   | România | A       | Claudiu Bogoș     |
| -   | România | A       | Claudiu Picoș     |
| -   | România | A       | Marcel Atănăsoaie |

## Transferuri

### Sosiri
| Post | Jucător          | De la echipa    | Sumă de transfer  | Dată |  | ---- |
| ---- | ---------------- | --------------- | ----------------- | ---- |  | ---- |
| M    | Austin Macphee   | UNC Wilmington  | liber de contract | -    |  |      |
| M    | Cristian Dicu    | Farul Constanța | liber de contract | -    |  |      |
| F    | Mădălin Popa     | ARO Câmpulung   | liber de contract | -    |  |      |
| F    | Marius Humelnicu | Dunărea Galați  | liber de contract | -    |  |      |

### Plecări
| Post | Jucător           | De la echipa   | Sumă de transfer  | Dată |  | ---- |
| ---- | ----------------- | -------------- | ----------------- | ---- |  | ---- |
| F    | Marius Humelnicu  | Cimentul Fieni | liber de contract | -    |  |      |
| A    | Marcel Atănăsoaie | FC Vaslui      | liber de contract | -    |  |      |

## Seria II

### Rezultate
| Victorii | Egaluri | Înfrângeri | Cea mai mare victorie | Cea mai mare înfrangere |

### Sezon intern
| 1  | Bucovina Suceava           | Dacia Unirea Brăila        |  | 1-0 |
| 2  | Dacia Unirea Brăila        | Midia Năvodari             |  | 6-2 |
| 3  | CSM Medgidia               | Dacia Unirea Brăila        |  | 1-0 |
| 4  | Dacia Unirea Brăila        | Petrolul Ploiești          |  | 0-2 |
| 5  | Poli Unirea Iași           | Dacia Unirea Brăila        |  | 1-0 |
| 6  | Dacia Unirea Brăila        | Electromagnetica București |  | 1-1 |
| 7  | Unirea Focșani             | Dacia Unirea Brăila        |  | 0-1 |
| 8  | Dacia Unirea Brăila        | Metalul Plopeni            |  | 1-0 |
| 9  | Cimentul Fieni             | Dacia Unirea Brăila        |  | 2-3 |
| 10 | Dacia Unirea Brăila        | Foresta Fălticeni          |  | 2-2 |
| 11 | FC Internațional Pitești   | Dacia Unirea Brăila        |  | 1-0 |
| 12 | FC Onești                  | Dacia Unirea Brăila        |  | 4-1 |
| 13 | Dacia Unirea Brăila        | Inter Gaz București        |  | 0-0 |
| 14 | Gloria Buzău               | Dacia Unirea Brăila        |  | 1-1 |
| 15 | Dacia Unirea Brăila        | Rulmentul Alexandria       |  | 2-1 |
| 16 | Dacia Unirea Brăila        | Bucovina Suceava           |  | 1-0 |
| 17 | Midia Năvodari             | Dacia Unirea Brăila        |  | 2-0 |
| 18 | Dacia Unirea Brăila        | Medgidia                   |  | 1-0 |
| 19 | Petrolul Ploiești          | Dacia Unirea Brăila        |  | 1-2 |
| 20 | Dacia Unirea Brăila        | Poli Unirea Iași           |  | 0-0 |
| 21 | Electromagnetica București | Dacia Unirea Brăila        |  | 1-0 |
| 22 | Dacia Unirea Brăila        | Unirea Focșani             |  | 2-1 |
| 23 | Metalul Plopeni            | Dacia Unirea Brăila        |  | 0-0 |
| 24 | Dacia Unirea Brăila        | Cimentul Fieni             |  | 3-0 |
| 25 | Foresta Fălticeni          | Dacia Unirea Brăila        |  | 1-2 |
| 26 | Dacia Unirea Brăila        | FC Internațional Pitești   |  | 1-2 |
| 27 | Dacia Unirea Brăila        | FC Onești                  |  | 2-0 |
| 28 | Inter Gaz București        | Dacia Unirea Brăila        |  | 1-0 |
| 29 | Dacia Unirea Brăila        | Gloria Buzău               |  | 1-3 |
| 30 | Rulmentul Alexandria       | Dacia Unirea Brăila        |  | 1-0 |

Clasamentul după 30 de etape se prezintă astfel: